# Xiva

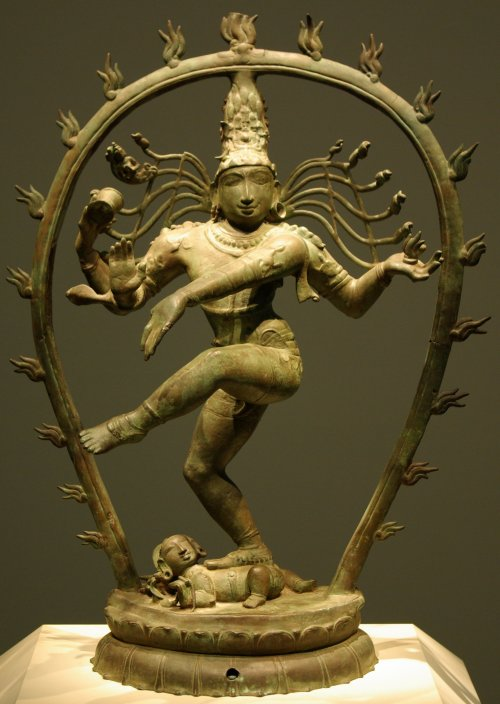

Xiva, Siva ou Civa (em sânscrito:  शिव Śiva, lit. "O Auspicioso"), grafado Shiva em várias línguas europeias e americanas, também conhecido como Mahadeva (em sânscrito:  महादेव, lit. "Grande Deus"), é um dos principais deuses do hinduísmo, que juntamente com Brama e Vixnu forma a trimúrti, a trindade divina hindu. É chamado de "o Destruidor"' (ou "o Transformador") e é conhecido como o auspicioso, o propício, amável, o benigno e o benevolente. O nome deriva da raiz verbal śi, que significaria "aquele em tudo jaz" ou ainda śvi, que implicaria "auspicioso".
Uma das duas principais linhas gerais do hinduísmo é chamada de xivaísmo, em referência ao deus.

## Significados
Na tradição Sanãtana Dharma, Xiva é o destruidor, que destrói para construir algo novo, motivo pelo qual muitos o chamam de "renovador" ou "transformador". As primeiras representações surgiram no período Neolítico (em torno de 4 000 a.C.) na forma de Pashupati, o "Senhor dos Animais". A criação do ioga, prática que produz transformação física, espiritual, mental e emocional, portanto intimamente ligada à transformação, é atribuída a ele.
Xiva é o deus supremo (Mahadeva), o meditante (Shankara) e o benevolente (Shiva), onde reside toda a alegria (Shambo ou Shambhu).
As tradições śaiva, especialmente as da Caxemira, tomam Xiva como um conceito para o princípio gerador do universo, sendo também o supremo objetivo da vida de um devoto obter liberação da transmigração ou samsara por meio da união mística com Xiva. Este Xiva não é a mesma deidade retratada nos Puranas como um asceta.

### O trishula

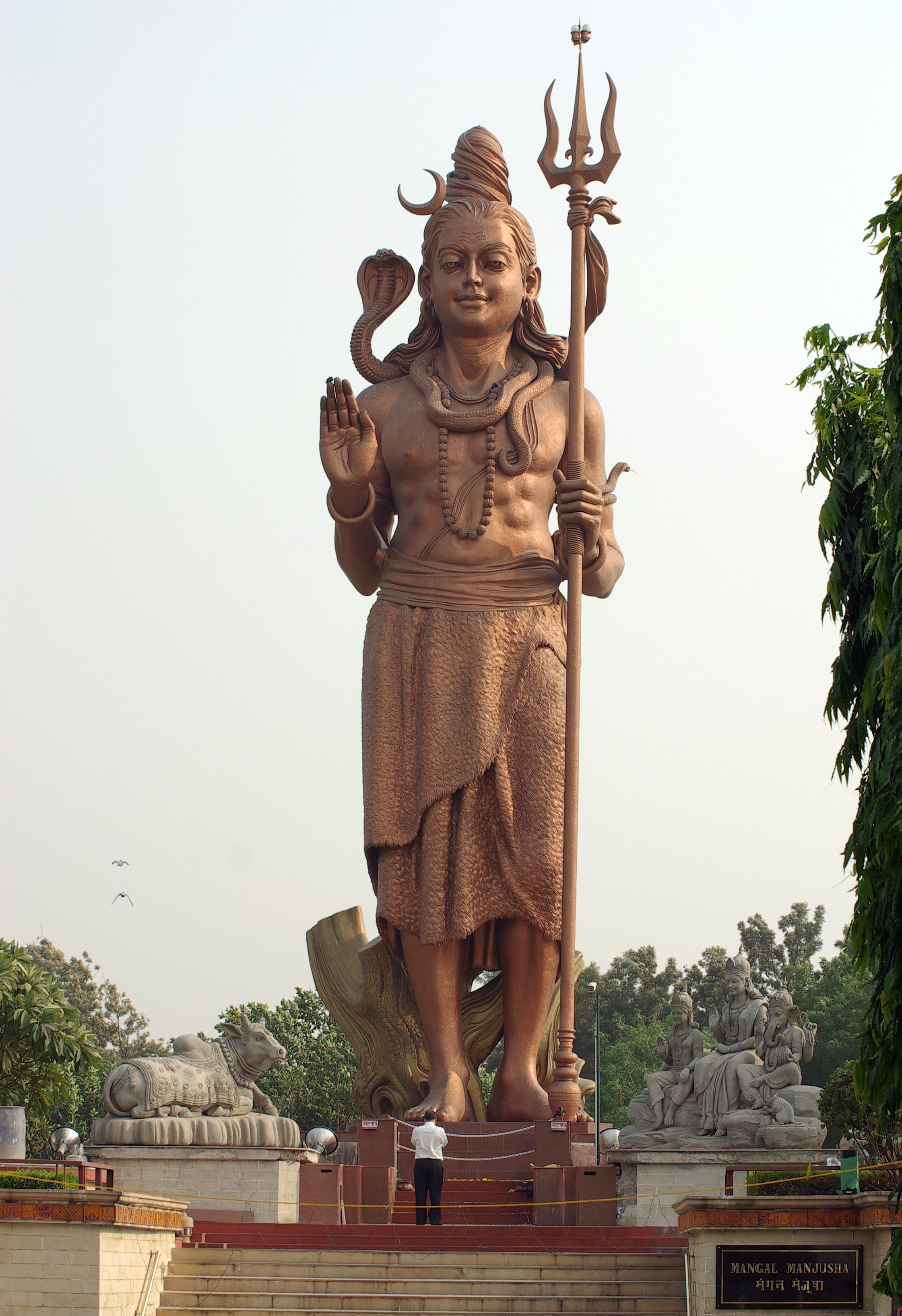
Xiva segurando o trishula

O tridente que aparece nas ilustrações de Xiva é o trishula. É com essa arma que ele destrói a ignorância nos seres humanos. Suas três pontas representam as três qualidades dos fenômenos: tamas (a inércia), rajas (o movimento) e sattva (o equilíbrio).

### A serpente
A naja é a mais mortal das serpentes. Usar uma serpente em volta da cintura e do pescoço simboliza que Xiva dominou a morte e tornou-se imortal. Na tradição do ioga, ela também representa kundalini, a energia de fogo que reside adormecida na base da coluna. Quando despertamos essa energia, ela sobe pela coluna, ativando os centros de energia (chakras) e produzindo um estado de hiperconsciência (samádhi), um estado de consciência expandida.

### Jata
No topo da cabeça de Xiva, se vê um jorro d'água. Na verdade, é o rio Ganges (Ganga) que é amortecido pelos cabelos emaranhados (Jata) de Xiva. Há uma lenda que diz que o Ganges era um rio muito violento e que não podia descer à Terra, pois, senão, a destruiria com a força do impacto. Então, os homens pediram a Xiva que ajudasse e ele permitiu que o rio, tão logo saísse do Mundo Espiritual, caísse primeiro sobre sua cabeça, amortecendo o impacto. Depois, mais tranquilo, o rio correria sobre a Terra.

### Lingam
Lingam ("emblema", "distintivo", "signo"), também chamado de linga, é o símbolo fálico de Xiva. Ele representa o pênis, instrumento da criação e da força vital, a energia masculina que está presente na origem do universo. Está associado ao poder criador de Xiva. Na Índia, reverenciar o lingam é o mesmo que reverenciar Xiva.[carece de fontes?]

### Damaru

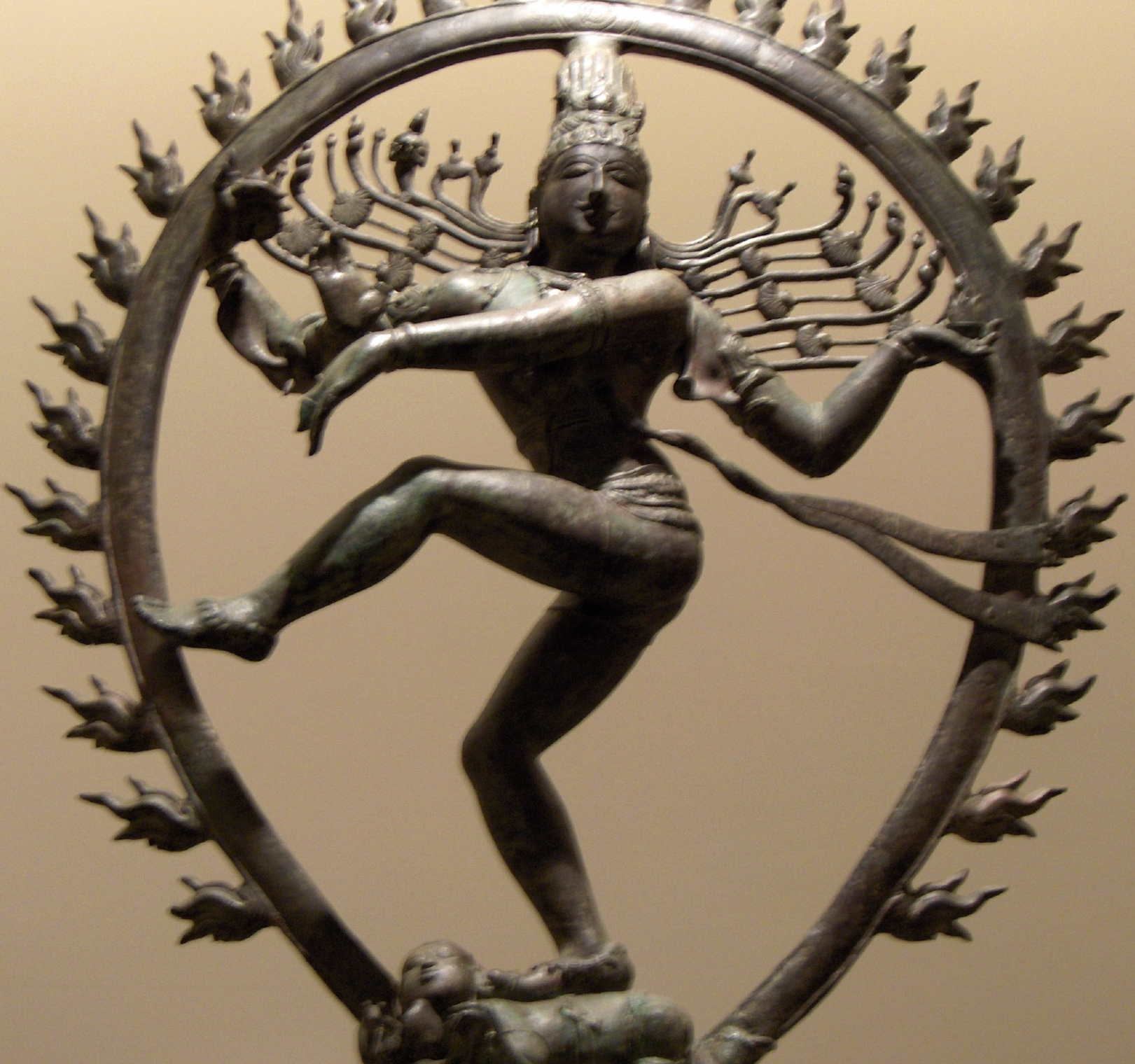
Xiva, como Nataraja

O tambor em forma de ampulheta representa o som da criação do universo. No hinduísmo, o universo brota da sílaba /ôm/.[carece de fontes?]

### Fogo
Xiva está intimamente associado ao fogo, pois esse elemento representa a transmutação. Nada que tenha passado pelo fogo, permanecerá o mesmo: o alimento vai ao fogo e se transforma, a água evapora-se, os corpos cremados transformam-se em cinzas. Assim, Xiva convida-nos a transmutar-nos através do fogo do ioga. O calor físico e psíquico que essa prática produz auxilia-nos a transcender os nossos próprios limites.

### Nandi
Nandi ("aquele que dá a alegria") é o touro branco que acompanha Xiva, sua montaria e seu mais fiel servo. O touro está associado às forças telúricas e à virilidade. Também representa a força física e a violência. Montar o touro branco significa dominar a violência e controlar sua própria força. Sua devoção por seu senhor é tão grande que sua figura sempre é encontrada diante dos templos dedicados a Xiva. Ele está deitado, guardando o portão principal.

### A lua crescente
A lua, que muda de fase constantemente, representa a ciclicidade da natureza e a renovação contínua a qual todos estamos sujeitos. Ela também representa as emoções e nossos humores que são regidos por esse astro. Usar uma lua crescente nos cabelos simboliza que Xiva está além das emoções.

### Nataraja
Neste aspecto, Xiva aparece como o rei (raja) da dança (nata). Ele dança dentro de um círculo de fogo, símbolo da renovação e, através de sua dança, cria, conserva e destrói o universo. Nataraja representa o eterno movimento do universo que foi impulsionado pelo ritmo do tambor e da dança.
Em uma das mãos, ele segura o Damaru, o tambor em forma de ampulheta com o qual marca o ritmo cósmico e o passar do tempo. Na outra, traz uma chama, símbolo da transformação e da destruição de tudo que é ilusório. As outras duas mãos, encontram-se em gestos específicos. A direita, cuja palma está a mostra, representa um gesto de proteção e bênçãos (abhaya mudrá). A esquerda representa a tromba de um elefante, aquele que destrói os obstáculos.
Nataraja pisa com seu pé direito sobre as costas de um anão, o demônio da ignorância interior, a ignorância que nos impede de perceber nosso verdadeiro eu. O pedestal da estátua é uma flor de lótus, símbolo do mundo manifestado. A imagem toda nos diz: "Vá além do mundo das aparências, vença a ignorância interior e seja como o Sr. Xiva, o meditador, aquele que enxerga a verdade através do olho que tudo vê" (terceiro olho, Ájña Chakra).

### Pashupati
Pashupati ("senhor dos animais", de pashu, "animais", "feras", "bestas", e pati, "senhor", "mestre") é uma das primeiras representações de Xiva e surgiu no neolítico, por volta de 4000 a.C. É representado com três faces, a observar o passar do tempo (passado-presente-futuro). A coroa em forma de cornos de búfalo evidencia a proximidade entre Xiva e o búfalo, que representa as forças da terra e da virilidade. Pashupati está sentado em posição de meditação. Os quatro animais ao seu redor são o tigre, o elefante, o rinoceronte e o búfalo.

### Ardhanaríshvara
O lado direito da estátua é claramente masculino, apresentando os atributos de Xiva: a serpente, o tridente etc. Do lado esquerdo, vemos uma figura feminina, com os trajes típicos, o brinco feminino etc. Esse aspecto de Xiva representa a união cósmica entre o princípio masculino (Xiva) e o feminino (Parvati), entre a consciência (Xiva) e a matéria (Parvati).
As cobras que Xiva usa como colares e braceletes simbolizam o seu triunfo sobre a morte, a sua imortalidade.
O filete de água que se vê jorrar de seus cabelos é o rio Ganges. Conta a lenda que o Ganges era um rio muito revolto que corria na morada dos deuses. Os homens pediram para que o rio corresse também na terra. Porém, devido à violência do rio, seu impacto com a terra seria muito violento, terminando por aniquilá-la. Para resolver o problema, Xiva permitiu que o rio primeiro passasse por sua cabeça para amenizar o impacto com a terra, em seguida escorresse suavemente pelos seus longos cabelos.